# Département Lozère
Das Département de la Lozère [loˈzɛːʀ] ist das französische Département mit der Ordnungsnummer 48. Es liegt im Süden des Landes in der Region Okzitanien und ist nach dem Bergmassiv des Mont Lozère im Nationalpark der Cevennen benannt.

## Geographie

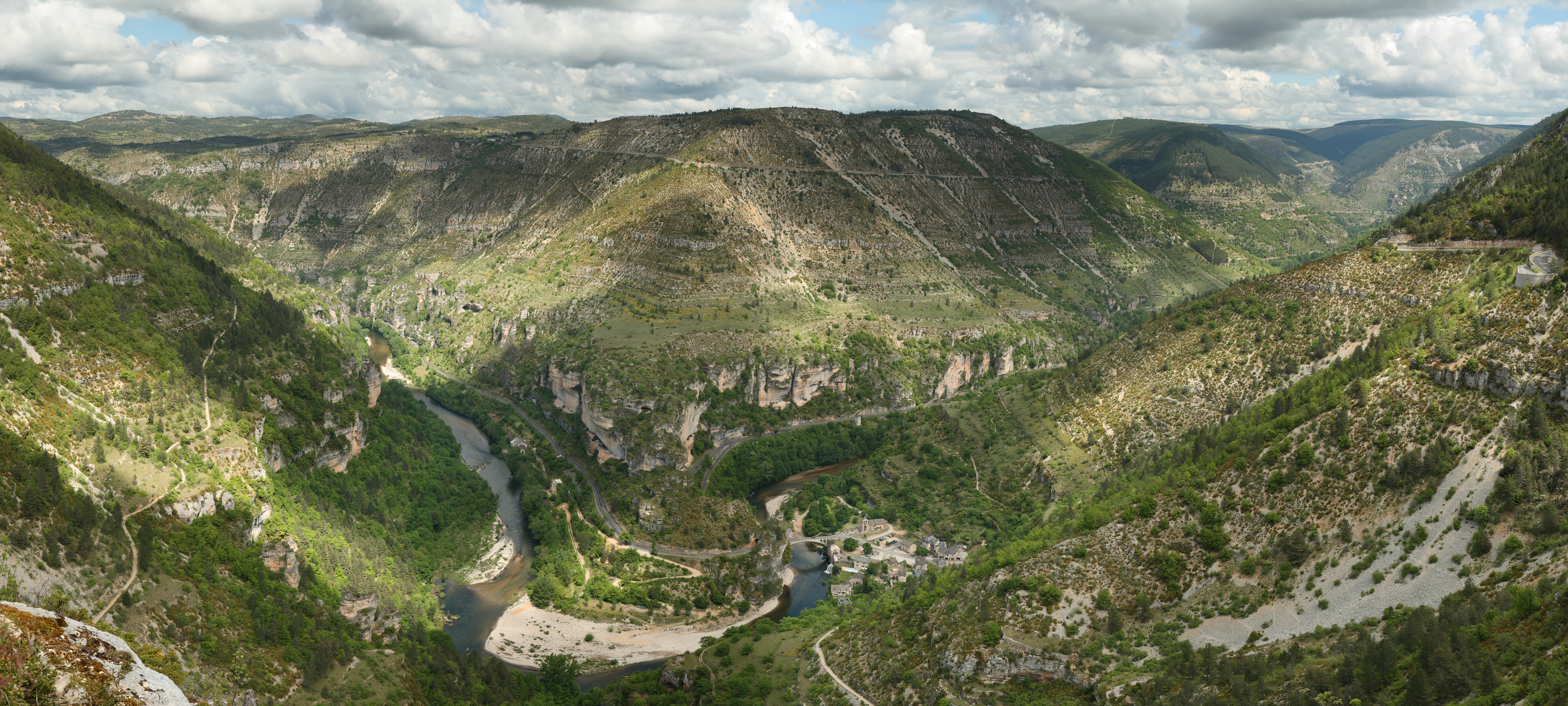
Blick auf den Fluss Tarn und das Dorf Saint-Chély-du-Tarn

Mit einer Größe von etwas über 5000 km² ist das Département im Norden der Region Okzitanien gelegen und grenzt an die Départements Cantal, Haute-Loire, Ardèche, Gard und Aveyron. Quer durch den südöstlichen Teil des Départements zieht sich das Mittelgebirge der Cevennen, das zum großen Teil als Nationalpark (Nationalpark Cevennen, fr: Parc National des Cévennes) ausgewiesen ist. Eine besondere landschaftliche Attraktion stellen die Gorges du Tarn (Schluchten des Flusses Tarn) dar.
Das Département Lozère unterteilt sich in vier Regionen, deren Unterschiede auf den geologischen Begebenheiten beruhen und vier natürliche Landschaftsbilder ergeben:
- die Landschaft Margeride: Im Nordosten des Départements gelegen, ist sie eine stark bewaldete Granitlandschaft, deren Relief im Laufe der Frühzeit entstand. Sie gehörte früher zur Grafschaft Gévaudan und ist neben Wäldern auch von ausgedehnten Weideflächen und Heidelandschaften geprägt. Die durchschnittliche Höhe beträgt zwischen 1000 und 1500 m ü. d. M. Die Hochflächen sind von großen Granitblöcken übersät. Die höchste Erhebung ist der Signal de Randon mit 1551 Metern. In der Vergangenheit wurden die beiden Stauseen des Lac de Charpal und des Lac de Naussac angelegt.
- die Landschaft Aubrac: Die Landschaft des Aubrac ist eine wenig bewaldete, basaltische Hochfläche im Nordwesten des Départements, die von Flüssen (u. a. Bès, Rimeize) und Seen (Lac de Salhens, Lac de Saint-Andéol u. a.) durchzogen ist. Teile der Landschaft erstrecken sich auf die benachbarten Départements Cantal im Nordwesten und Aveyron im Südwesten. Die höchste Erhebung ist der Signal de Mailhebiau mit 1469 m ü. d. M.
- die Cevennen: Die Cevennen, ein Ausläufer des südlichen Zentralmassivs, befinden sich im Südosten des Départements Lozère und liegen auch auf dem Gebiet der Départements Gard und Haute-Loire. Geologisch vom Schiefer dominiert, ist die Landschaft der Cevennen durch den Lauf der Bäche und Flüsse, wie den Tarn und den Gardon, sehr ungleichmäßig geformt. Die bedeutendsten Erhebungen sind der Mont Aigoual (1567 m, Département Gard) und der Sommet de Finiels (1699 m).
- die Landschaft Causse: Die Grands Causses sind eine Kalksteinlandschaft, die sich auf weitreichenden trockenen Hochebenen im Südwesten des Départements erstreckt. Die Landschaft ist weniger hoch als der Aubrac, aber mit mehreren Erhebungen mit weit über 1000 m Höhe dennoch zu den Mittelgebirgen zu zählen. Die Causses werden geographisch von den Schluchten des Tarn dominiert. Zahlreiche Grotten und Karsthöhlen sind in den Causses zu finden.

Das Département Lozère gilt als das Département mit den am höchsten gelegenen bewohnbaren Siedlungsflächen.

## Wappen
Beschreibung: In Blau und Gold gespalten; vorn mit goldenen Lilien besät und hinten vier rote Pfähle.

## Geschichte
Das Département geht auf das Gesetz vom 22. Dezember 1789 zurück und entstand am 4. März 1790. Die Grenzen des Départements fallen ungefähr mit denen des Bistums  Gévaudan (einer Unterherrschaft der Provinz Languedoc) zusammen, das unter dem Ancien Régime Teil der Provinz Languedoc war.
Bekannt ist das Département als Heimat der kryptischen Bestie des Gévaudan.
Es gehörte von 1960 bis 2015 der Region Languedoc-Roussillon an, die 2016 in der Region Okzitanien aufging.

## Bevölkerung und Verwaltungsgliederung
Das Département Lozère ist mit 76.503 Einwohnern (Stand 1. Januar 2022) das bevölkerungsärmste Département Frankreichs und eine der bevölkerungsärmsten Gegenden der Europäischen Union. Mit einer Bevölkerungsdichte von 15 Ew./km² ist es außerdem das am dünnsten besiedelte Département Frankreichs mit Ausnahme von Französisch-Guayana. Seit dem 19. Jahrhundert ist die Bevölkerungszahl von damals über 150.000 Einwohnern auf weniger als die Hälfte gesunken, was mit der stark ländlichen Prägung, der unzugänglichen Lage des Départements sowie mit dem allgemeinen Phänomen der Landflucht zu erklären ist. Seit Mitte der 1990er Jahre ist jedoch ein leichter Aufwärtstrend zu verzeichnen, der insbesondere auf die Erschließung der Region durch moderne Verkehrswege (Autobahn, Flugverkehr) zurückzuführen ist.
Bevölkerungsentwicklung:
| 1881    | 1891    | 1901    | 1911    | 1921    | 1931    | 1936   | 1954   |        |
| ------- | ------- | ------- | ------- | ------- | ------- | ------ | ------ | ------ |
| 150.768 | 135.527 | 128.866 | 122.738 | 108.822 | 101.859 | 98.480 | 82.391 |        |
| 1962    | 1968    | 1975    | 1982    | 1990    | 1999    | 2006   | 2013   | 2020   |
| 81.868  | 77.258  | 74.825  | 74.294  | 72.825  | 73.509  | 76.800 | 76.607 | 76.633 |

| Arrondissement     | Kantone | Gemeinden | Einwohner 1. Januar 2022 | Fläche km² | Dichte Einw./km² | Code INSEE |
| ------------------ | ------- | --------- | ------------------------ | ---------- | ---------------- | ---------- |
| Florac             | 4       | 38        | 13.093                   | 1.687,45   | 8                | 481        |
| Mende              | 11      | 114       | 63.410                   | 3.479,43   | 18               | 482        |
| Département Lozère | 13      | 152       | 76.503                   | 5.166,88   | 15               | 48         |

Siehe auch:

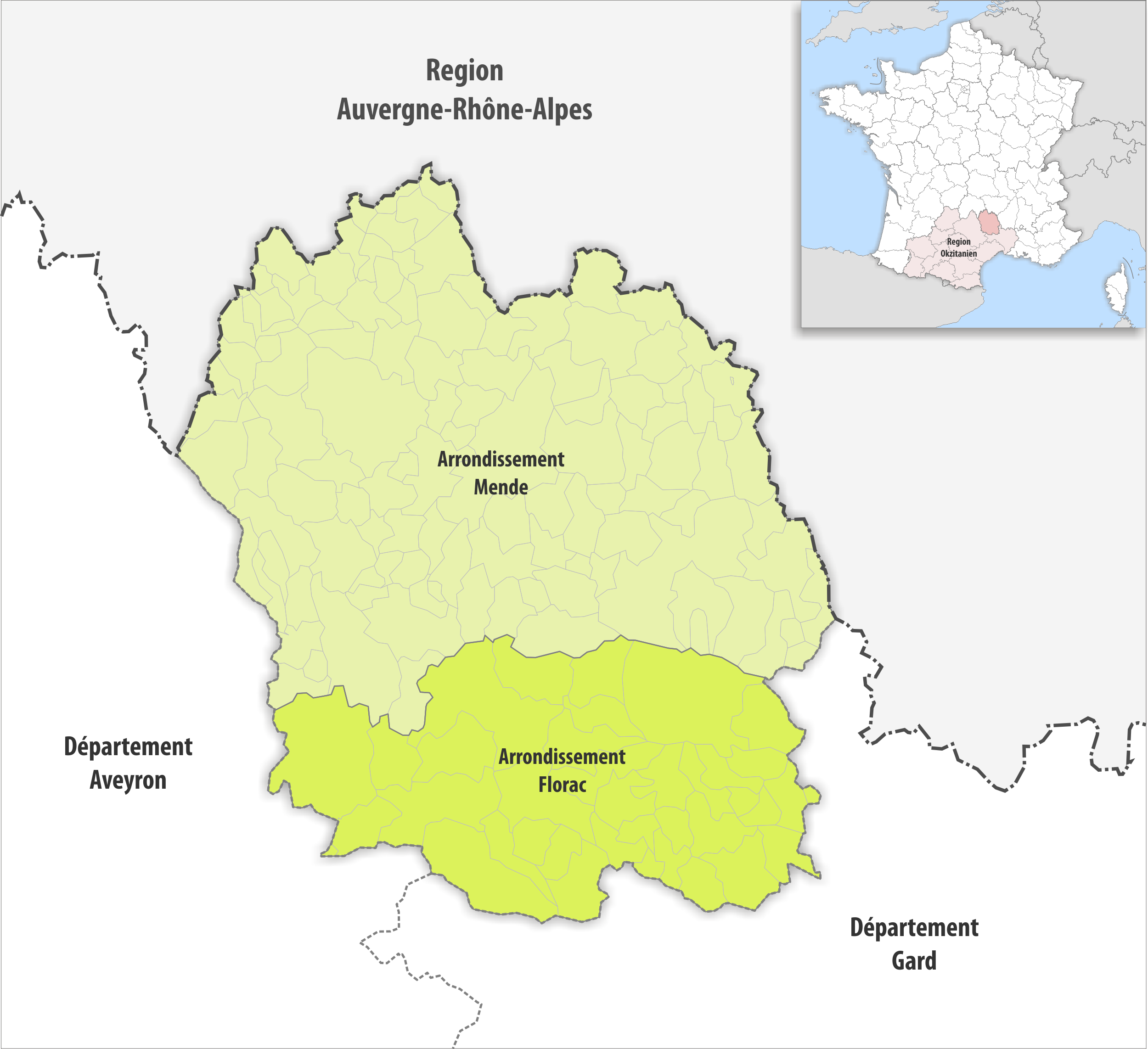
Arrondissements im Département Lozère

- Liste der Gemeinden im Département Lozère
- Liste der Kantone im Département Lozère
- Liste der Gemeindeverbände im Département Lozère

## Sehenswürdigkeiten

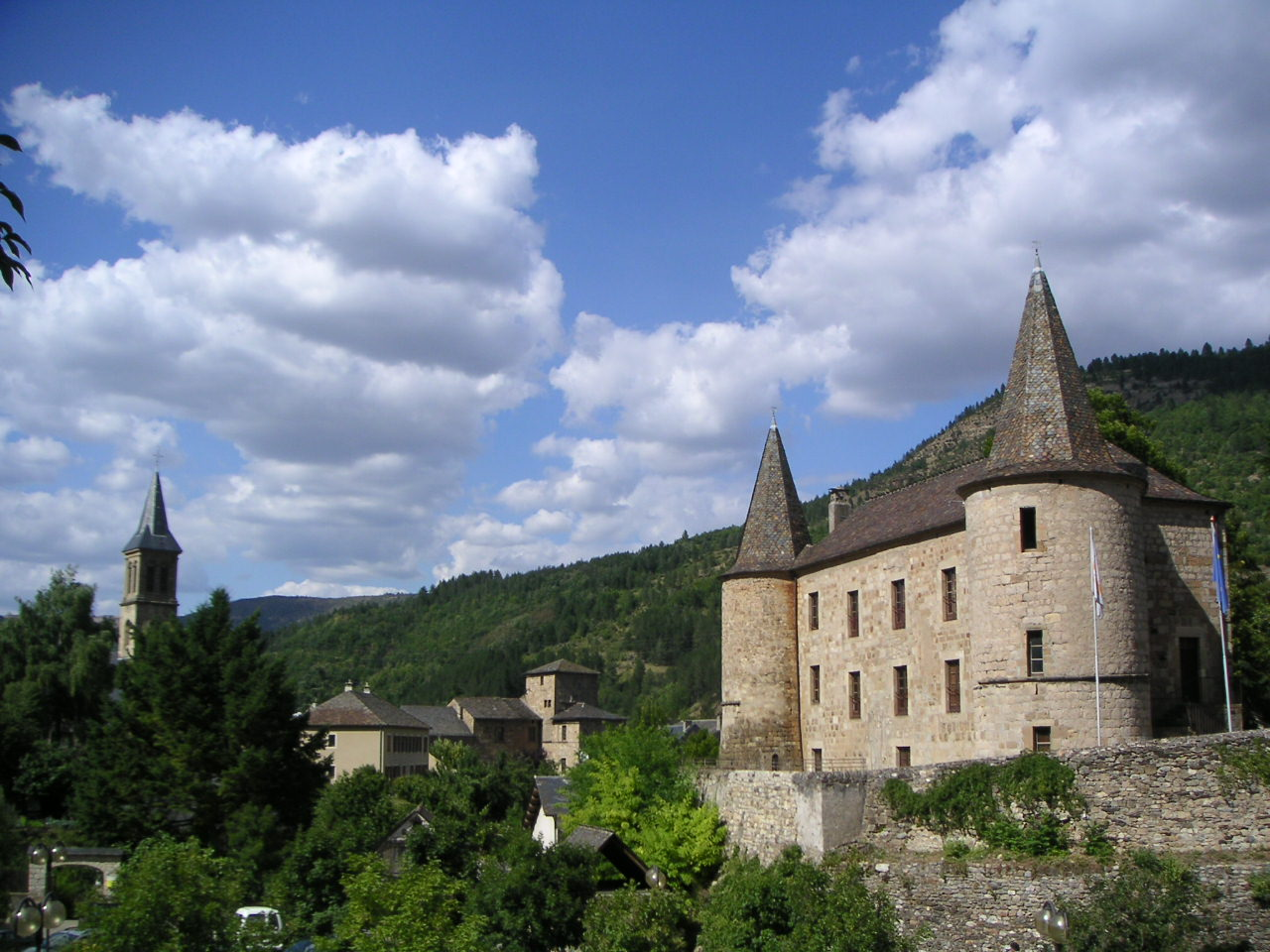
Schloss in Florac am Ufer des Tarnon

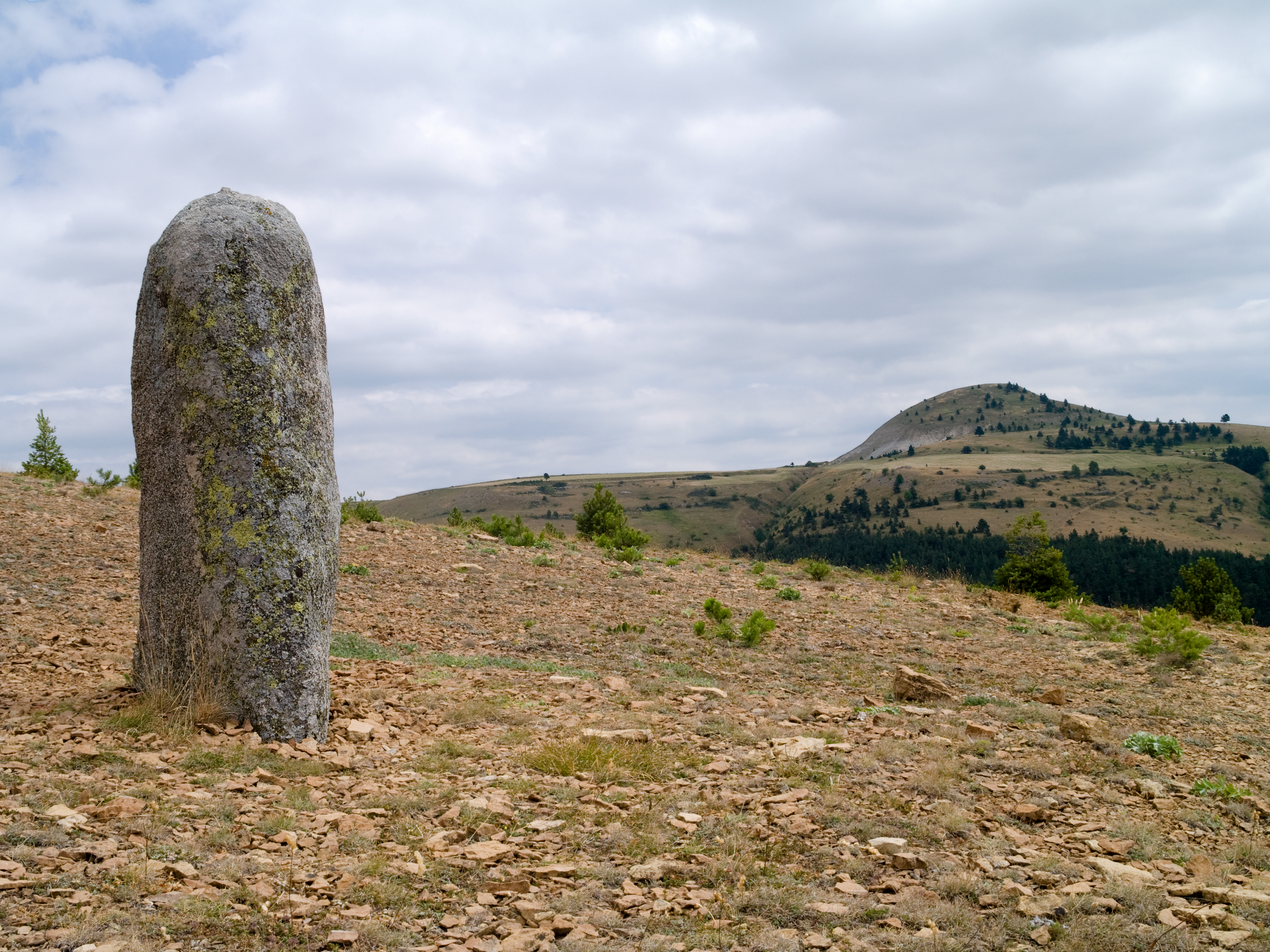
Menhir auf dem Cham des Bondons

- der Steinkreis Lacam de Peyrarines
- der Dolmen de la Marque
- Dolmen von Dignas
- Mausoleum von Lanuéjols
- Menhire von la Barelle
- Temple de la Boissonnade, romanische Kirche aus dem 12. Jahrhundert

Auf dem Mont Lozère liegt ein Kreideplateau der Cham des Bondons. Über das Gebiet verstreut befinden sich über 150 Menhire.